# Yucca rostrata
Yucca rostrata är en sparrisväxtart som beskrevs av Georg George Engelmann och William Trelease. Yucca rostrata ingår i släktet palmliljor, och familjen sparrisväxter. Inga underarter finns listade i Catalogue of Life.

## Bildgalleri

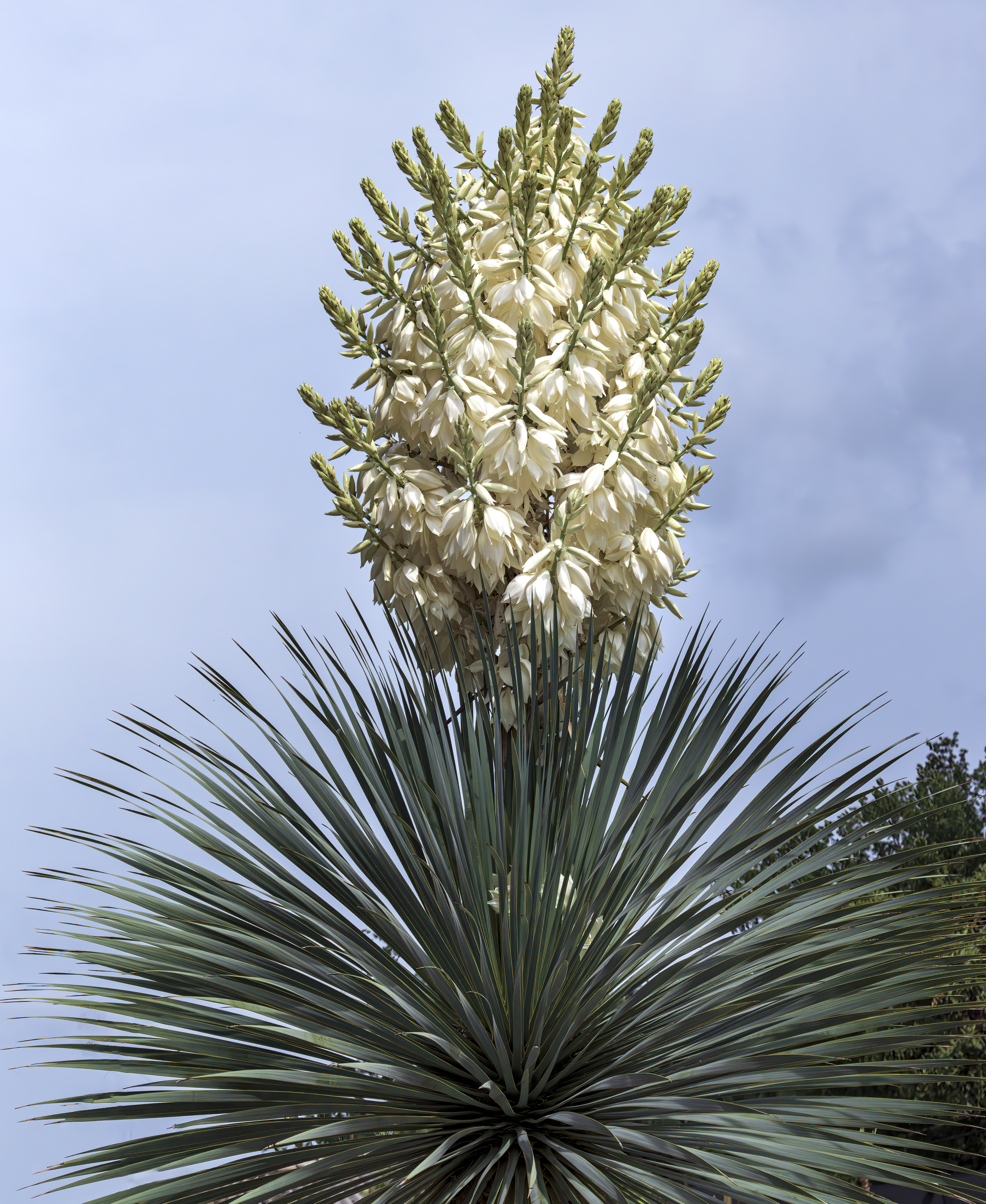
Yucca rostrata- blomställning
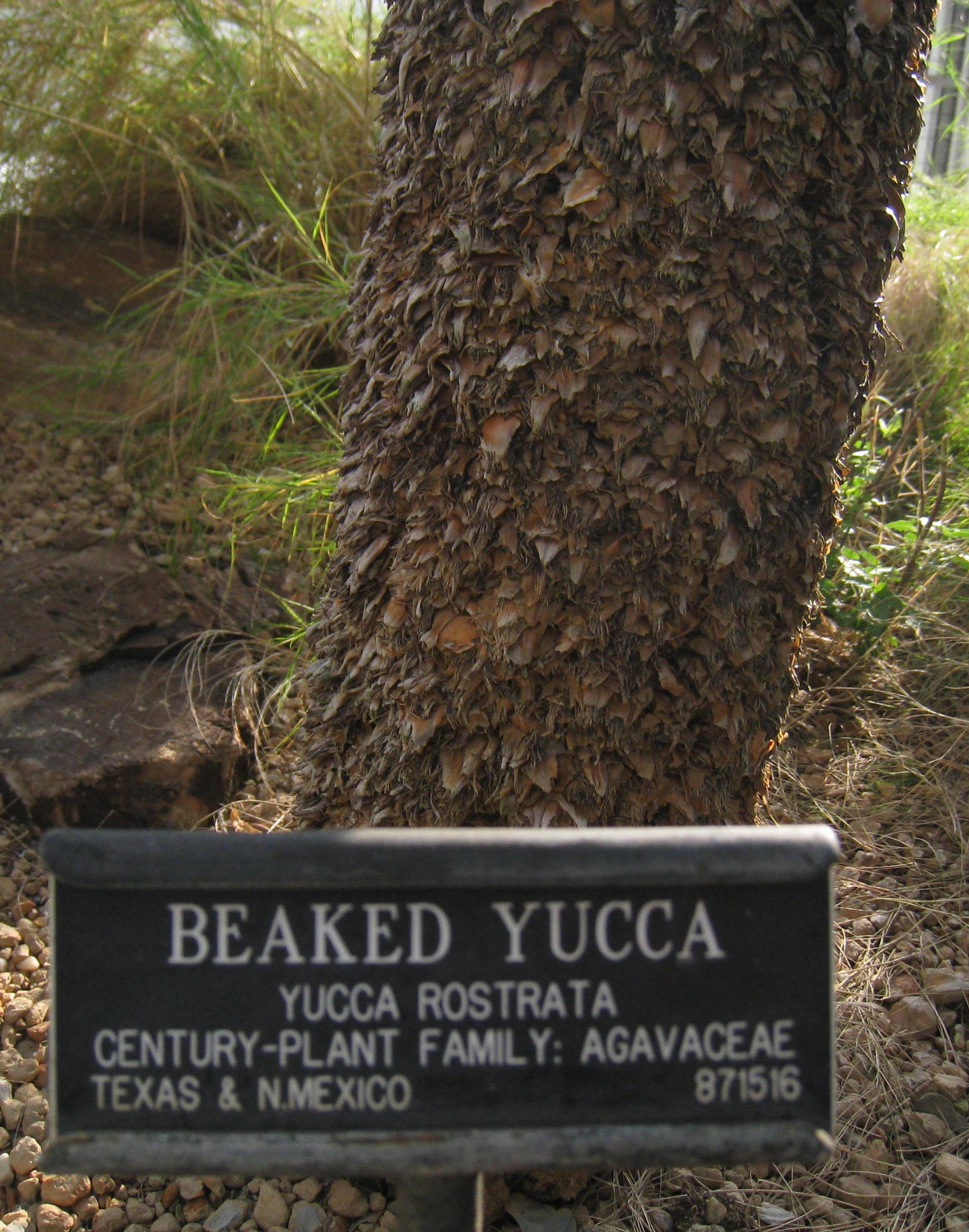
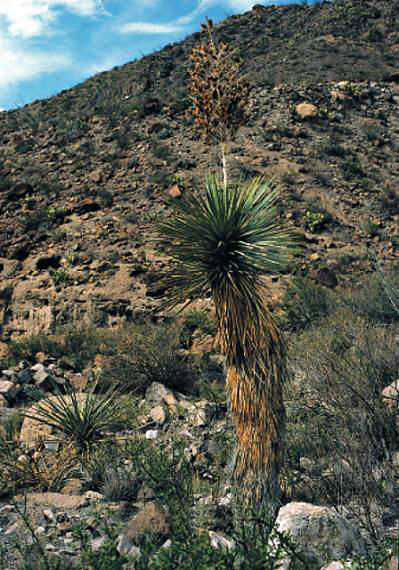
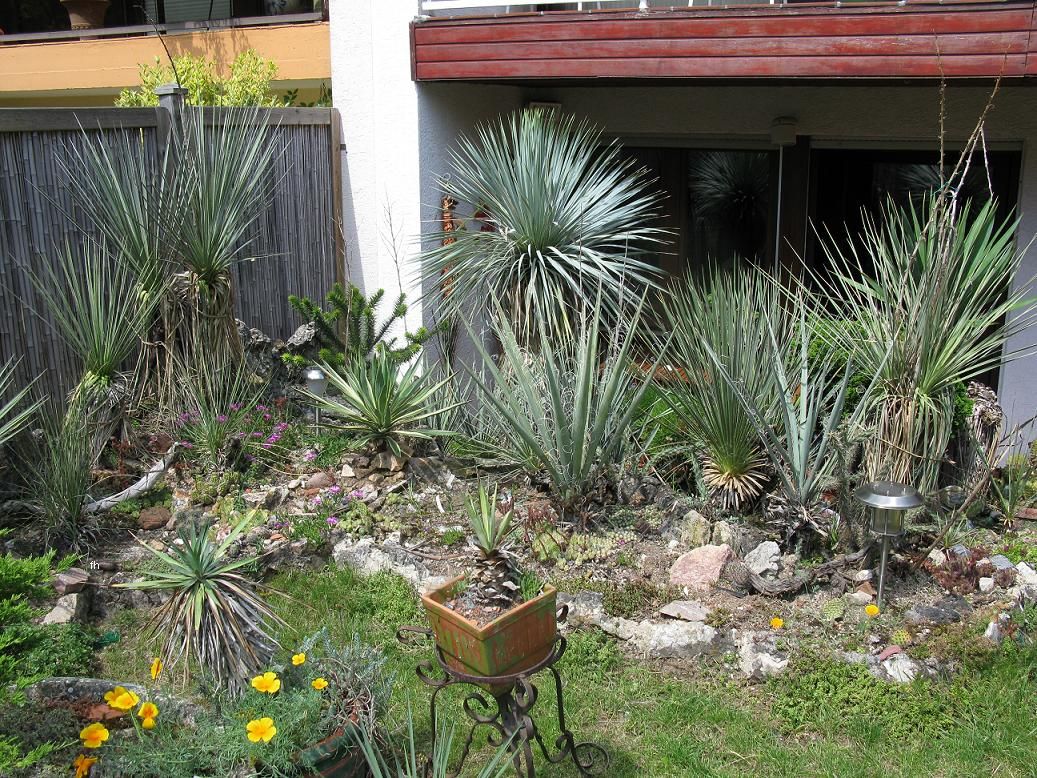
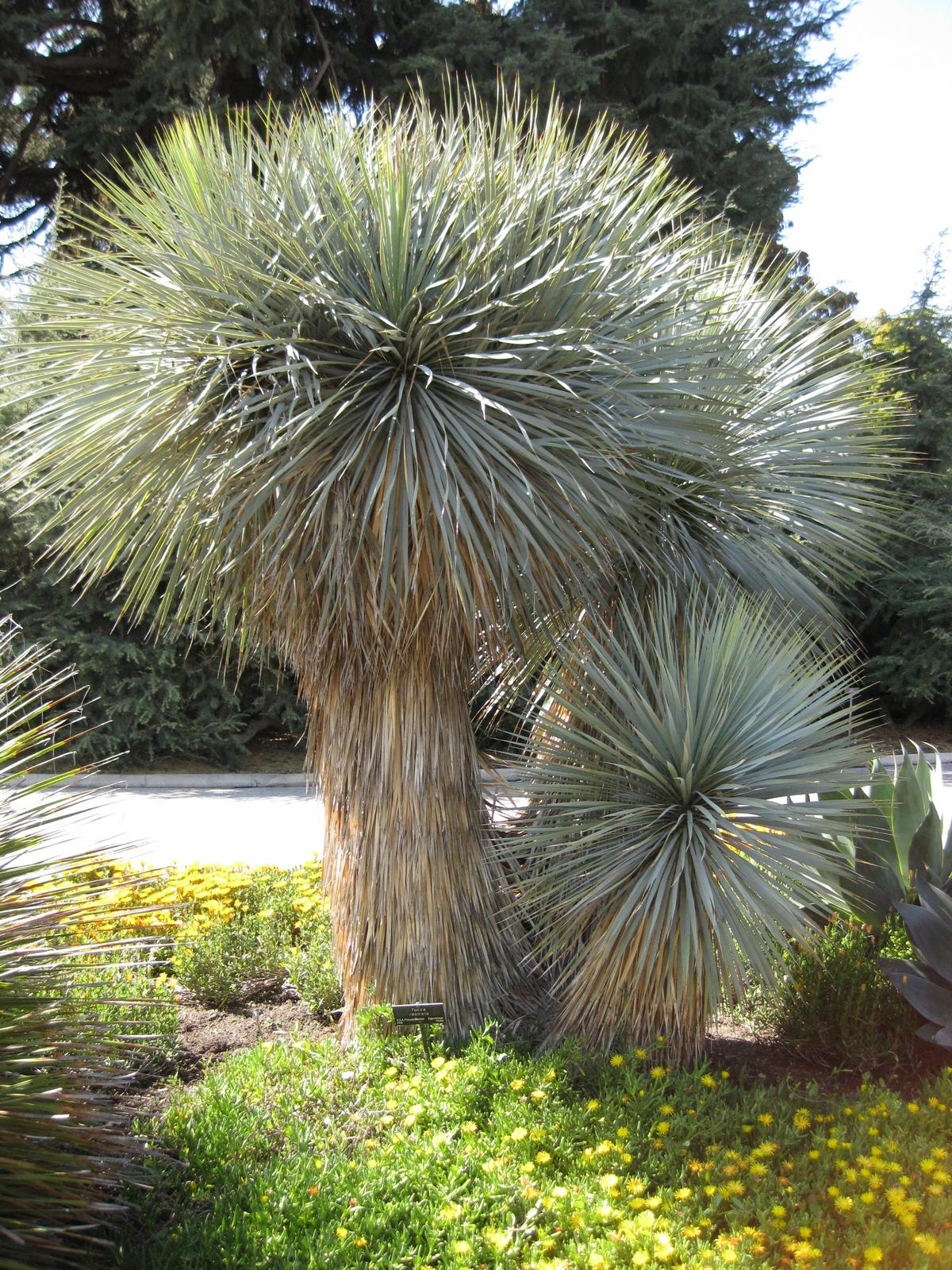